# Březina (district de Jičín)
Pour les articles homonymes, voir Brezina.
Březina (en allemand : Birkicht) est une commune du district de Jičín, dans la région de Hradec Králové, en République tchèque. Sa population s'élevait à 128 habitants en 2022.

## Géographie
Březina se trouve à 4 km à l'ouest du centre de Jičín, à 45 km au nord-nord-est de Hradec Králové et à 75 km au nord-est de Prague.
La commune est limitée par Ostružno au nord-ouest et au nord, par Ohaveč au nord, par Holín à l'est, et par Podhradí à l'est, au sud et au sud-ouest.

## Histoire
La première mention écrite de la localité date de 1393.

## Transports
Par la route, Březina se trouve à 3 km de Jičín, à 50 km de Hradec Králové et à 94 km de Prague. 